# Ун-Лыпъюган
Ун-Лыпъюган (устар. Ун-Лып-Юган) — река в России, протекает по Ханты-Мансийскому АО. Устье реки находится в 40 км по правому берегу реки Сорум. Длина реки составляет 73 км.

## Притоки
- В 4 км от устья, по правому берегу реки впадает река Ай-Лыпъюган.
- В 27 км от устья, по левому берегу реки впадает река Сортым.
- Нюрымъюган (пр)
- Лыпсоим (пр)

## Данные водного реестра
По данным государственного водного реестра России относится к Нижнеобскому бассейновому округу, водохозяйственный участок реки — Обь от впадения Иртыша до впадения реки Северная Сосьва, речной подбассейн реки — бассейны притока Оби от Иртыша до впадения Северной Сосьвы. Речной бассейн реки — (Нижняя) Обь от впадения Иртыша.
Код объекта в государственном водном реестре — 15020100112115300021071.